# جایزه بزرگ موناکو ۱۹۷۷
جایزه بزرگ موناکو ۱۹۷۷ (انگلیسی: ‎1977 Monaco Grand Prix‎) یک مسابقهٔ موتوری در رشتهٔ اتومبیل‌رانی فرمول یک بود که در تاریخ ۲۲ مهٔ ۱۹۷۷ در پیست موناکو واقع در مونت‌کارلو، موناکو برگزار شد. این گراند پری در میان ۱۷ گراند پری در فصل ۱۹۷۷، مسابقهٔ شمارهٔ ۶ بود.
در این مسابقه که در ۷۶ دور و به مسافت ۲۵۱٫۷۱۲ کیلومتر (۱۵۶٫۴۰۷ مایل) برگزار شد، پول پوزیشن توسط جان واتسون کسب شد و سریع‌ترین زمان برای طی یک دور پیست که برابر با ۱:۳۱٫۰۷ بود نیز توسط جودی شکتر به ثبت رسید.
جودی شکتر از تیم ولف-فورد، نیکی لائودا از تیم فراری و کارلوس روتمان از تیم فراری به‌ترتیب مقام‌های اول تا سوم مسابقه را کسب کردند.

## رده‌بندی قهرمانی پس از مسابقه
| جایگاه | راننده        | امتیاز |
| ------ | ------------- | ------ |
| ۱      | جودی شکتر     | ۳۲     |
| ۲      | نیکی لائودا   | ۲۵     |
| ۳      | کارلوس روتمان | ۲۳     |
| ۴      | ماریو اندرتی  | ۲۲     |
| ۵      | جیمز هانت     | ۹      |
| منبع:  |               |        |

| جایگاه | سازنده            | امتیاز |
| ------ | ----------------- | ------ |
| ۱      | فراری             | ۴۰     |
| ۲      | ولف-فورد          | ۳۲     |
| ۳      | لوتوس-فورد        | ۲۴     |
| ۴      | مک‌لارن-فورد       | ۱۵     |
| ۵      | برابام-آلفا رومئو | ۸      |
| منبع:  |                   |        |

یادداشت
- تنها پنج جایگاه نخست از هر رده‌بندی نمایش داده شده است.